# サザランド
サザランド（英語：Sutherland、スコットランド・ゲール語：Cataibh）は、スコットランドのハイランド北部の地方であり、ハイランド議会コミッティ・エリア（郡）のひとつである。郡の中心都市はドーノッホである。隣接するケイスネスを跨ぐ泥炭地は1999年にラムサール条約登録地となった。
1890年から1975年にかけて、地方自治はサザランド郡議会によって運営されていた。また、イングランドとの合同以来、選挙区のひとつでもあった。サザランドとケイスネスの厳密な境界線は最近まで定まっていなかったが、1975年の再編によりハイランドに組み込まれ、地方議会もハイランドに統一された。2007年には再度の境界線改定が行われることになっている。
ドーノック以外は人口はまばらで、郡全体でも2001年現在、14,000人に満たない。ハイランド全体で少子高齢化が進んでいるが、サザランドはそれに加えて過疎化が進行しており、2017年には65歳以上人口が49%を占めると試算されている。

## 歴史

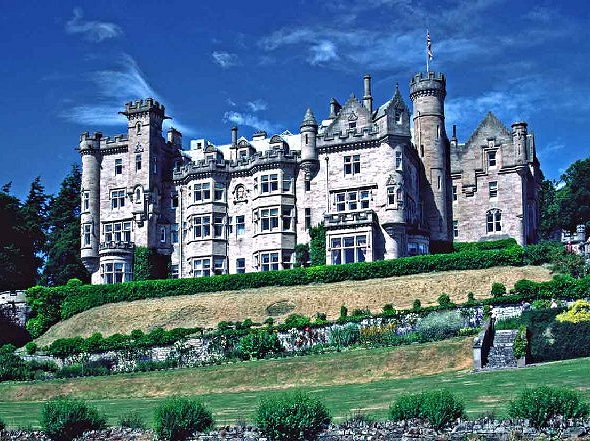
スキボ城（ドーノック近郊）

古くはヴァイキングのノース人が渡来し勢力をはっていた。ノース人は北の島嶼部からやってきて「南の島」の意からサザランドと呼んだ。スコットランド王国がその勢力をサザランドに及ぼしたのは15世紀に入ってからである。氏族制度がゆきわたりサザランド氏族が自治をしいていた。

## 選挙区
サザランドは1707年以降イギリス議会の下院に州選挙区（2人）およびドーノック都市選挙区（インヴァネス・カークウォールなど5都市で1人）代表を送りこんでいた。1918年の選挙法改正で、州選挙区と都市選挙区は統一され、ケイスネス・サザランド合同選挙区となった。さらに1997年にも再編があり、ロス・クロマティ郡東部と統一された。こうした再編は、ハイランド全体の相対的人口減少が背景にあった。